# Deleta, Ovruci
Deleta (în ucraineană Делета) este un sat în comuna Bihun din raionul Ovruci, regiunea Jîtomîr, Ucraina.

## Demografie
Componența lingvistică a localității Deleta
     Ucraineană (100%)
Conform recensământului din 2001, toată populația localității Deleta era vorbitoare de ucraineană (100%).